# Мальчик с окраины
«Мальчик с окраины» — советский художественный фильм, снятый режиссёром Василием Журавлёвым на киностудии «Союздетфильм» в 1947 году.

## Сюжет
1916 год. В семье машиниста Скворцова на одной из окраин Москвы растёт сын Андрей, будущий конструктор сверхскорострельного орудия, а пока — любознательный и работящий парнишка, мечтающий об учёбе. Впереди — годы революции и Великая Отечественная война…

## В ролях
- Евгений Самойлов — Андрей Скворцов
- Анатолий Ганичев — Андрей Скворцов в детстве
- Сергей Лукьянов — отец Андрея
- А. Васильева — мать Андрея
- Борис Пославский — Авдеич
- Андрей Абрикосов
- Николай Боголюбов — директор завода
- Татьяна Окуневская — Ира
- Юрий Любимов — Костя
- Александр Соколов — Костя в детстве
- Майя Маркова — Лида, сестра Андрея
- Игорь Горлов — Петя
- Николай Анненков — профессор Семёнов
- Георгий Милляр
- Павел Шпрингфельд

## Съёмочная группа
- Сценарист — Иосиф Прут, Вадим Кожевников
- Режиссёр — Василий Журавлёв
- Художник — Александр Дихтяр
- Композитор — Сергей Потоцкий
- Директор картины — Я. Звонков

## Технические данные
- Чёрно-белый, звуковой